# Col du Barbier
Le col du Barbier est un col de France situé en Savoie, au-dessus de la Maurienne, dans le massif de la Vanoise, en limite du parc national de la Vanoise. Il est franchi par un sentier faisant partie du GR5, Tour des Glaciers de la Vanoise, GRP Tour de la Haute-Maurienne entre le secteur du Plan d'Amont à Aussois au nord-est et celui de l'Orgère à Villarodin-Bourget à l'ouest. Il est dominé par le rateau d'Aussois (3 128 m) au nord-ouest.